# Rasbora ornata
Rasbora ornata är en fiskart som beskrevs av Vishwanath och Laisram 2005. Rasbora ornata ingår i släktet Rasbora och familjen karpfiskar. IUCN kategoriserar arten globalt som sårbar. Inga underarter finns listade i Catalogue of Life.